# 猪熊事件
猪熊事件（日语：／ Inokuma-jiken）是慶長14年(1609年)九月，日本公家中发生的一起丑闻。猪熊教利爱好女色，曾与多位後宮女性私通，此后又勾结了大炊御门赖国、花山院忠長、飛鳥井雅賢、難波宗勝、中御門宗信等公卿和女性私通。事件败露后，大御所德川家康任命京都所司代板倉勝重與重昌父子進行審判並對涉案人員做出刑事處分。猪熊教利被处死，其他多名公卿與後宮女性被流放。此事导致后阳成天皇退位、幕府開始加強對京都朝廷的控制而催生出《禁中並公家諸法度》的實施。